# Welscheid
Welscheid (luxemburgisch Welschentⓘ) ist eine Ortschaft in der Gemeinde Burscheid, Kanton Diekirch, im Großherzogtum Luxemburg.

## Lage
Welscheid liegt im Tal der Wark, einem kleinen Zufluss zur Sauer. Durch den Ort verlaufen die CR 350 und CR 349. Nachbarorte sind Scheidel, Burscheid, Warken und Niederfeulen. Die Ortschaft ist von Wald umgeben.

## Allgemeines
Welscheid ist ein kleines Dorf, welches von der 1880er errichteten Pfarrkirche St. Jakobus dominiert wird.